# Rio Támoga
O rio Támoga é um afluente do rio Minho que discorre pela província de Lugo.

## Localização e características
Nasce na Serra do Gistral, transcorre pelos concelhos de Abadín e Cospeito, na Comarca da Terra Chã. Junta-se com o rio Guisande formando a Lagoa de Cospeito, uma das zonas húmidas mais importantes da Galiza.  Na sua confluência com o rio Minho, junto à paróquia de São Jião de Támoga, forma a ínsua de São Roque, no ponto onde se limitam os concelhos de Begonte, Outeiro de Rei e Cospeito. A área da sua bacia é de 233 km².